# Anton Lampa
Anton Lampa (né le 17 janvier 1868 à Pest, mort le 28 janvier 1938 à Vienne) est un physicien autrichien. Surtout connu ses travaux sur les coefficients de réfraction d'ensemble de substances pour de courtes ondes électriques.

## Biographie
Alton Lampa étudie les mathématiques et la physique à l'université de Vienne. En 1892, il rédige sa thèse portant sur L'Absorption de la lumière en milieu trouble, sous l'instruction de Franz-Serafin Exner, dans le Cabinet de physique de Viktor von Lang. Il obtient en 1897 son habilitation, et est nommé en 1909 à la chaire vacante de physique expérimentale et directeur du comité de l'Institut de physique de l'université allemande de Prague, succédant à Ernst Lecher. Il tente alors d'y faire obtenir un poste à Albert Einstein.
Après la Première Guerre mondiale, Lampa quitte Prague pour Vienne pour devenir chargé de cours, il n'obtient donc pas de poste équivalent, à la hauteur de celui qu'il a quitté. Il est d'abord orateur dans une section d'enseignement populaire de cours ministériels et devient dès 1921 professeur universitaire à l'université de Vienne. Il est nommé professeur général en 1921. Il prend sa retraite en 1934.

## Travail scientifique
Le physicien Anton Lampa est un des premiers qui a saisi l'importance de la théorie de la relativité du jeune Albert Einstein. Le poste de Lampa est dû au fait qu'en 1911, Albert Einstein est appelé à la chaire de l'université allemande de Prague.
Il est fortement influencé par Ernst Mach, de sa philosophie, dont il fait une fameuse introduction dans le cadre de la biographie de Mach qu'il rédige.
Lampa construit un dispositif pour mesurer et générer des ondes électromagnétiques extrêmement courtes et s'occupe avant tout du comportement diffractoire des ondes électriques.

## Célébrité
Mondialement reconnu pour ses travaux sur les coefficients de réfraction d'ensemble de substances pour de courtes ondes électriques.
À côté de son travail scientifique, Anton s'intéresse notamment à la formation continue et fut de 1927 à 1936 président de l'Urania de Vienne (un observatoire et institut public d'éducation).
Depuis 1973, le quartier Donaustadt de Vienne possède une rue Lampa en hommage au physicien et homme populaire. Il appartient aux membres fondateurs en 1901 du Volksheim (Maison du peuple) de Vienne, et le précurseur de l’École supérieure publique de Vienne.

## Publications
- Naturkräfte und Naturgesetz. Gemeinverständliche Vorträge, 1895;
- Ernst Mach, 1918;
- Das naturwissenschaftliche Märchen. Eine Betrachtung, 1919;
- Die Kant-Laplacesche Theorie, 1925; (théorie de Kant-Laplace)
- Die Physik in der Kultur, 1925.

## Sources
- Berta Karlik et Erich Schmid: Franz S.Exner und sein Kreis.- Verlag der Österreichischen Akademie der Wissenschaften 1982
- Andreas Kleinert, Anton Lampa: 1868–1938. Eine Biographie und eine Bibliographie seiner Veröffentlichungen, 1985.
- Andreas Kleinert, Anton Lampa – ein Pionier der Hochfrequenzspektroskopie. In: Bibliothekarische Arbeit zwischen Theorie und Praxis. Festgabe für Wolfgang Thauer zu seinem 65. Geburtstag am 30. Juli 1976. Stuttgart 1976, p. 119–128.